# Utta Roy-Seifert

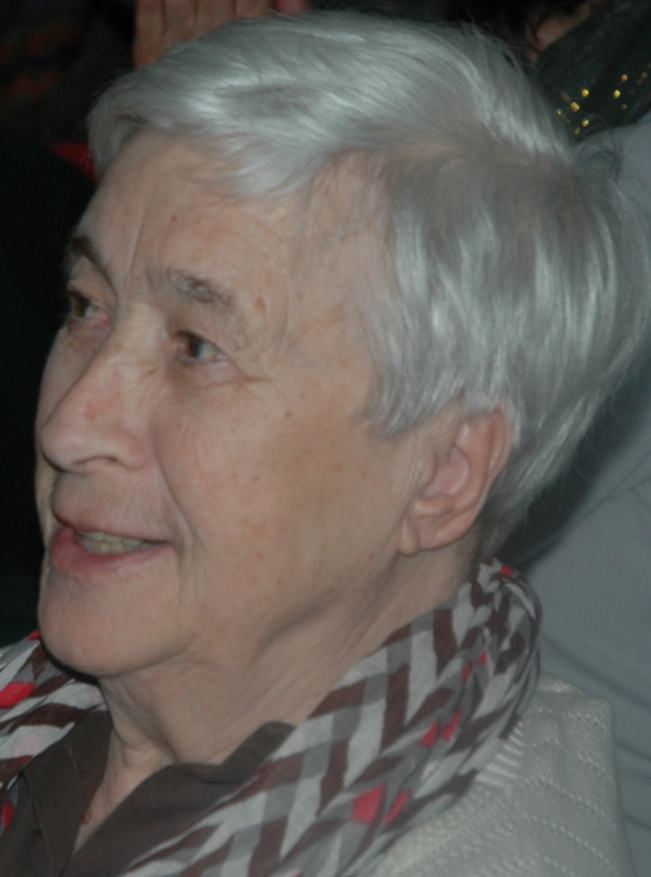
Utta Roy-Seifert (2013)

Utta Roy-Seifert (* 13. September 1926 in Breslau; † 6. Mai 2025 in Wien) war eine österreichische Literaturübersetzerin und Gründerin des Forums Literaturübersetzen Österreich.

## Leben
Utta Roy-Seifert kam als Tochter des Kunsthändlers und Spezialisten für Kupferstiche Roderich von Roy und dessen Frau Erna (geb. Feldmann) in Breslau zur Welt, wo sie gemeinsam mit ihrem jüngeren Bruder bis ein Jahr vor Kriegsausbruch aufwuchs. Mutter Erna trat im Sommer 1934 aus dem Judentum aus. Die Familie litt (aus „rassischen“ und politischen Gründen) unter ständiger Bedrohung durch das Naziregime und verlor ihre materielle Sicherheit, der Vater wurde aus der Reichskunstkammer ausgeschlossen. 1938 zog die Familie nach Berlin um. In den Kriegswirren 1944 ging Utta Roy nach Österreich, zunächst ins Ausseerland, während sich ein Teil der Familie in Wien niederließ.
Die letzten Kriegsmonate verbrachte Utta Roy in Gmunden, wo sie das Gymnasium besuchte und abschloss. Ab 1945 lebte sie in Wien und arbeitete zunächst bei der amerikanischen Marshallplan-Behörde sowie im Textilhandel eines nach Wien zurückgekehrten Emigranten, wo sie ihr Englisch lernte.
An der Universität Wien begann sie ein Studium der Anglistik und Kunstgeschichte, konnte dieses jedoch aus finanziellen Gründen nicht abschließen. Sie fand Zugang zum sozialistischen Studentenverband VSStÖ und auch zu evangelischen Gesprächskreisen, wo sie die junge Schriftstellerin Ilse Aichinger kennenlernte. Nachdem sie zunächst als freiberufliche Übersetzerin und gelegentlich auch als Dolmetscherin tätig gewesen war, begann sie in den späten 1950er Jahren literarische Texte im Auftrag des Paul Zsolnay Verlags zu übersetzen. Hier lernte sie auch ihren Mann kennen, den Chemiker Hans Seifert († 2003), mit dem sie zwei Töchter hatte.
Roy-Seifert engagierte sich politisch im sozialdemokratischen Akademikerbund (BSA) und begegnete dabei Künstlerinnen wie Emmy Werner und Marie-Thérèse Escribano.
1981 gründete sie die Übersetzergemeinschaft (das heutige Forum Literaturübersetzen Österreich, zwischenzeitlich IG Übersetzerinnen Übersetzer, weiterhin auch als "ÜG" bekannt), zunächst als „Büro im eigenen Hinterzimmer“, seit 1991 mit Sitz im Literaturhaus Wien. Sie vernetzte die ÜG mit anderen Interessenverbänden im In- und Ausland (z. B. IG Autorinnen Autoren, European Writers’ Council/EWC, Fédération internationale des traducteurs/FIT, Conseil européen des associations de traducteurs littéraires/CEATL) und trat erfolgreich für die Gleichbehandlung der Literaturübersetzer als Autoren ein, etwa bei deren Einbeziehung in die Bibliothekstantieme oder den Sozialfonds der Verwertungsgesellschaft Literar-Mechana sowie für die Schaffung eines österreichischen Staatspreises für Literaturübersetzung (seit 1987).
Roy-Seifert übersetzte eine Reihe literarischer Werke aus dem Englischen (zumeist Belletristik, aber auch Sachbücher und Hörspiele) und wurde dafür 1992 mit dem erwähnten Staatspreis ausgezeichnet. Sie zitierte gern den Satz des portugiesischen Nobelpreisträgers José Saramago: „Der Autor schafft mit seiner Sprache nationale Literatur. Die Weltliteratur wird von Übersetzern gemacht.“
Daneben war sie lange Zeit im P.E.N.-Club aktiv, zunächst im österreichischen P.E.N., wo sie zeitweise als Vizepräsidentin fungierte, im Jahr 2000 jedoch ihre Mitgliedschaft niederlegte, um schließlich dem PEN-Zentrum Deutschland beizutreten. Sie engagierte sich insbesondere für die PEN-Projekte Writers in Prison und Writers in Exile und trug maßgeblich dazu bei, dass Wien als Zufluchtsstadt für verfolgte Autoren in diesem Netzwerk etabliert wurde (gemeinsam mit der ÜG und dem österreichischen Schriftstellerverband IG Autorinnen Autoren).
2010 verfasste sie ihre Memoiren, die als Der Webfehler. Erinnerungen im Limbus-Verlag publiziert wurden.
Utta Roy-Seifert lebte zuletzt in Wien, wo sie im Mai 2025, im Alter von 98 Jahren, starb.

## Auszeichnungen
- 1992: Österreichischer Staatspreis für literarische Übersetzung (verliehen im Jahr 1993)[5]
- 1998: Österreichisches Ehrenkreuz für Wissenschaft und Kunst[6]

## Übersetzungen aus dem Englischen (Auswahl)
- Margaret Rumer Godden: Die blauen Blumen der Catstreet, 1956
- Egon Hostovský: Der Mitternachtspatient, 1958
- Esther Warner: Die Reise zum Grossen Teufel, 1957
  - Die dunkle und die lichte Schwester, 1962
- Walter Sullivan: Männer und Mächte am Südpol, 1962
- James Aldridge: Ein Pony für zwei, 1974
  - Der wunderbare Mongole, 1975
  - Das Turnier der Singvögel, 1977
- H.G. Wells: Plattners Geschichte, 1979
- Barbara Rose: American Painting: The Twentieth Century, 1980
  - Warhol ’80, 1981
- Angela Carter: Der Bräutigam, 1985
- Ruth Prawer Jhabvala: Hitze und Staub, 1985
  - Eine Witwe mit Geld. Erzählungen aus Indien, 1989
- Anita Desai: Die Hüter der wahren Freundschaft, 1987
- Daniel Yergin: Der Preis – Die Jagd nach Öl, Geld und Macht, 1991
- Zibby Oneal: Bist du traurig, Spiegelbild?, 1991
- Don Haworth: Die Frist (Hörspiel), 1991
- Ama Ata Aidoo: Gespräch auf dem Weg zum Begräbnis, 1993
- Nick Stafford: Ob Mann, ob Frau (Hörspiel), 1993
- Grace Nichols: Morgenhimmel, 1996
- Iris Murdoch: In guter Absicht, 1999
- Sarita Jenamani: Shards of sky (mit Brigitte Rapp). 2006